# Marcel Duchamp
Marcel Duchamp (tiếng Pháp: [maʁsɛl dyʃɑ̃]; ngày 28 tháng 7 năm 1887 – ngày 2 tháng 10 năm 1968) là một họa sĩ, nhà điêu khắc, kỳ thủ người Pháp, sau này trở thành người Mỹ. Các tác phẩm của ông có liên kết với phong trào Dada và nghệ thuật ấn tượng, mặc dù ông rất cẩn thận không để các tác phẩm của mình liên quan đến Dada hoặc có giao tế với các nhóm Dada. Cùng với Pablo Picasso và Henri Matisse, Duchamp được coi là một trong 3 nghệ sĩ đã giúp định nghĩa
sự phát triển cách mạng trong nghệ thuật nhựa trong những thập kỷ mở đầu của thế kỷ XX, chịu trách nhiệm cho sự phát triển đáng kể trong hội họa và điêu khắc. Duchamp đã có một ảnh hưởng to lớn tới nghệ thuật của thế kỷ 20 và 21. Khoảng thời gian Chiến tranh thế giới thứ nhất, ông đã chối bỏ công việc của rất nhiều nghệ sĩ đồng nghiệp của mình (như Henri Matisse) là nghệ thuật "võng mạc", mục đích chỉ để làm hài lòng mắt. Thay vào đó, Duchamp muốn đưa nghệ thuật trở lại phục vụ tâm trí.

## Sách tham khảo
- Tomkins, Calvin: Duchamp: A Biography, Henry Holt and Company, Inc., 1996. ISBN 0-8050-5789-7
- Tomkins, Calvin: Duchamp: The World of Marcel Duchamp 1887–, Time, Inc., 1966. ISBN 158334148X
- Ian Chilvers & John Glaves-Smith: A Dictionary of Modern and Contemporary Art. Oxford University Press, pp. 202–205
- Seigel, Jerrold: The Private Worlds of Marcel Duchamp, University of California Press, 1995. ISBN 0-520-20038-1
- Hulten, Pontus (editor): Marcel Duchamp: Work and Life, The MIT Press, 1993. ISBN 0-262-08225-X
- Yves Arman: Marcel Duchamp plays and wins, Marcel Duchamp joue et gagne, Marval Press, 1984
- Cabanne, Pierre: Dialogs with Marcel Duchamp, Da Capo Press, Inc., 1979 (1969 in French), ISBN 0-306-80303-8
- Gammel, Irene: Baroness Elsa: Gender, Dada and Everyday Modernity. Cambridge, MA: MIT Press, 2002.
- Duchamp Bottles Belle Greene: Just Desserts For His Canning tại Wayback Machine (lưu trữ ngày 18 tháng 6 năm 2008)Wayback Machine (archived ngày 18 tháng 6 năm 2008) by Bonnie Jean Garner (with text boxes by Stephen Jay Gould)
- Gibson, Michael: Duchamp-Dada, (in French, Nouvelles Editions Françaises-Casterman, 1990) International Art Book Award of the Vasari Prize in 1991.
- Sanouillet, Michel and Peterson, Elmer: The Writings of Marcel Duchamp. NY: Da Capo Press, 1989. ISBN 0-306-80341-0
- Sanouillet, Michel and Matisse, Paul: Marcel Duchamp: Duchamp du signe suivi de Notes, Flammarion, 2008. ISBN 978-2-08-011664-2
- Catherine Perret: Marcel Duchamp, le manieur de gravité, Ed. CNDP, Paris, 1998
- Banz, Stefan (ed): Marcel Duchamp and the Forestay Waterfall, JRP-Ringier, Zürich, 2010. ISBN 978-3-03764-156-9